# Bill Holden (cầu thủ bóng đá)
William Holden (1 tháng 4 năm 1928 – 26 tháng 1 năm 2011) là một cầu thủ bóng đá người Anh từng thi đấu ở vị trí tiền đạo trung tâm cho nhiều câu lạc bộ tại Football League.